# Groep van Bay-Bonnet
De Groep van Bay-Bonnet is een groep geologische formaties uit het Vroeg-Carboon, die zich bevinden in de ondergrond van het oosten van België.
De Groep van Bay-Bonnet bestaat uit de volgende formaties:
- Breccie van de Belle Roche: grofgelaagde grijzige sedimentaire kalk-breccie, zwarte kalk-kleisteen, of oölietenhoudende areniet. Qua ouderdom wordt deze formatie in het Moliniaciaan geplaatst.
- Formatie van Terwagne: donkergekleurde kalksteen, afwisselend areniet of kleisteen, enkele lagen conglomeraat en enkele lagen met oöiden en algenmatten. Deze formatie behoort tot het Midden-Moliniaciaan.
- Formatie van Moha: meerdere meters dikke banken van lichtgrijze kalkareniet uit het Boven-Moliniaciaan.

De formaties die in het Carboon van de centrale delen van de Ardennen rond Charleroi, Dinant en Namen worden onderscheiden zijn in het gebied rond Verviers minder duidelijk ontwikkeld of lastiger te onderscheiden. Om die reden worden sommige formaties in dit gebied (het synclinorium van Verviers) als groep gekarteerd.
De Groep van Bay-Bonnet ligt boven op de Groep van Bilstain, die voornamelijk tot het Tournaisiaan behoort, wat betekent dat ze vroeger in het Carboon ontstond. Boven op de Groep van Bay-Bonnet ligt de Groep van Juslenville (Midden- en Boven-Viséaan). Ten noorden van Eupen worden al deze groepen gesteentelagen uit het vroege Carboon discordant bedekt door veel jongere lagen uit het Krijt (met name de Formatie van Aken).